# 아포스
아포스는 대한민국의 음악 그룹이다. 2016년 싱글 앨범 [Young Boyz]로 데뷔했다.

## 음반
- Young Boyz (2016)

## 공연
- 제11회 서울걸즈컬렉션 SGC SUPER LIVE (2016)